# Rafael Francisco Martínez Sáinz
Rafael Francisco Martínez Sáinz (ur. 29 września 1935 w Arandas, zm. 6 listopada 2012 w Guadalajarze) – meksykański duchowny katolicki, biskup pomocniczy Guadalajary w latach 2002-2012.

## Życiorys
Święcenia kapłańskie przyjął 25 października 1959 i został inkardynowany do archidiecezji Guadalajary. Był m.in. proboszczem w kilku parafiach archidiecezji, a także wikariuszem generalnym archidiecezji.

### Episkopat
19 czerwca 2002 papież Jan Paweł II mianował go biskupem pomocniczym Guadalajary i biskupem tytularnym Dury. Sakry biskupiej udzielił mu 16 lipca tegoż roku ówczesny arcybiskup Guadalajary, kard. Juan Sandoval Íñiguez.
19 lipca 2012 przeszedł na emeryturę.
Zmarł 6 listopada 2016 w szpitalu w Guadalajarze.